# Niderviller
Niderviller är en kommun i departementet Moselle i regionen Grand Est (tidigare regionen Lorraine) i nordöstra Frankrike. Kommunen ligger i kantonen Sarrebourg som tillhör arrondissementet Sarrebourg. År 2022 hade Niderviller 1 152 invånare.

## Befolkningsutveckling
Antalet invånare i kommunen Niderviller
| Referens: INSEE |

## Sevärdheter
- Den fajansfabriken -grundades i Niderviller år 1735- är fortfarande verksam.

Niderviller korgar i porslin- Hallwylska museet

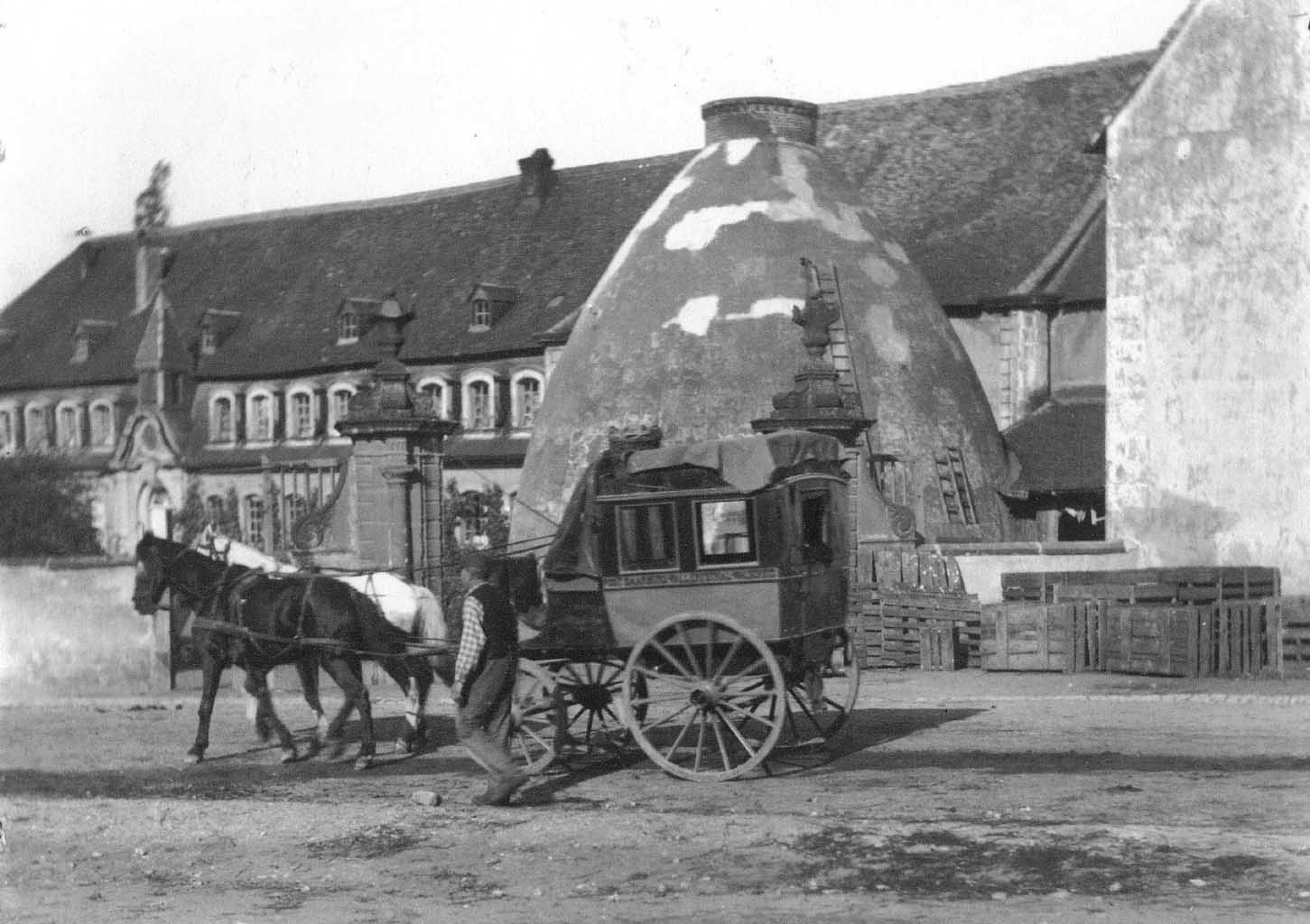
Niderviller fabriken ca 1900

- Sainte-Croix kyrkan